# Aloe squarrosus
Aloe squarrosus é uma espécie de liliopsida do gênero Aloe, pertencente à família Asphodelaceae.